# Frank Tachau
Frank Tachau (geboren 19. Oktober 1929 in Braunschweig; gestorben 23. Juli 2010 in Sykesville (Maryland)) war ein US-amerikanischer Politikwissenschaftler.

## Leben
Frank Tachau war Sohn des Arztes Paul Tachau (geb. 1884) und dessen Ehefrau Ilse Lea Sternthal (1895–1949). Sein Großvater väterlicherseits war Ludwig Tachau (1858–1919), Direktor der Samson-Schule in Wolfenbüttel. Frank Tachau hatte zwei Geschwister, Hermann (geb. 1920) und Martha (geb. 1925). Die Familie floh 1936 aus dem nationalsozialistischen Deutschland in die USA. Tachau besuchte in Chicago die Hyde Park Academy High School und studierte Politikwissenschaften an der University of Chicago. Tachau heiratete 1953 die Grundschullehrerin Paula Kuhn, sie hatten 5 Kinder. 
1954 lernte er Türkisch an der Georgetown University und forschte von 1954 bis 1956 an der Universität Ankara. Er wurde 1958 in Chicago in internationaler Politik mit einer Dissertation über den türkischen Nationalismus promoviert. Tachau arbeitete als Lektor an der Purdue University und der Rutgers University. 1963/64 ging er als Fulbright Fellow an die Universität Ankara. Ab 1968 lehrte er über 30 Jahre an der University of Illinois at Chicago. Er wurde 1996 emeritiert, nahm aber noch bis 2010 Lehraufgaben wahr. Sein Forschungsschwerpunkt war die Politik des Ottomanischen Reiches und der Türkei. Er befasste sich auch mit der israelischen Politik.

## Schriften (Auswahl)
- Diplomacy of the Turkish Straits, 1936–1946. University of Chicago, 1952
- The Ideas of Turkish Nationalism. University of Chicago, 1958
- (Hrsg.): The developing nations : what path to modernization? Reader. New York : Dodd, 1972
- (Hrsg.): Political elites and political development in the Middle East. New York : Schenkman, 1975
- Turkey : the politics of authority, democracy and development. New York : Praeger, 1984
- Kemal Ataturk. New York : Chelsea House, 1987
- (Hrsg.): Political parties of the Middle East and North Africa. London : Mansell, 1994